# ジョン・ハーラー
ジョン・ハーラー（John Harrar 1999年7月17日- ）は、アメリカ合衆国のプロバスケットボール選手。ポジションはパワーフォワード・センター。B.LEAGUEのレバンガ北海道所属。

## 経歴
ペンシルベニア州立大学からスペイン・LEBオロ(2部リーグ)所属のCDエステラでプロデビュー。エステラでは25試合に出場し、1試合平均21.6分の出場で、9.6得点、6.7リバウンド、フリースロー成功率72.2パーセントという成績を残した。
2023年、B2のベルテックス静岡に加入。2024-25シーズンはB2リーグ戦で全60試合に出場、うち56試合で先発。1試合平均14.1得点11.2リバウンド2.1アシストと、平均ダブルダブルを記録した。
2025年7月8日、B1に所属するレバンガ北海道への加入が発表された。